# Hrabě de Chanteleine
Hrabě de Chanteleine (1864, Le Comte de Chanteleine) je historický dobrodružný román francouzského spisovatele Julesa Verna. Ten jej začal psát roku 1862, ale když jej nabídl nakladateli Hetzelovi, ten rukopis odmítl. Verne proto román vydal roku 1864 ve třech částech v tehdy velmi populárním časopise Musée des familles. Předlohou pro hlavní postavu příběhu hraběte Humberta de Chanteleine byl poručík Pierre-Suzanne Lucase de La Championniere (1769–1828), s jehož potomky se Verne znal.

## Obsah románu
Román se odehrává za Velké francouzské revoluce v letech 1793–1794 ve Vendée v období tamějšího povstání roajalisticky a katolicky smýšlejícího venkovského obyvatelstva proti republikánskému revolučnímu vojsku. Hrabě de Chanteleine stojí na straně povstalců a bojuje proti jakobínskému teroru a Konventu. Jeho bývalý sluha Karval, zločinec a vrah, kterého hrabě vyhnal ze svého zámku a ze kterého se stal podlý a obávaný úředník Výboru pro veřejné blaho, využije bouřlivých událostí ke své pomstě, kterou přísahal nejen hraběti, ale i jeho rodině, a poručí revoluční vojsku konfiskovat hraběcí zámek. Při útoku na zámek přijde žena hraběte o život a jeho dcera Marie je zajata a odsouzena k smrti. Překonat útrapy pomáhá hraběti jeho nový sluha Kernan a rytíř Henry de Trégolan, který Marii zachrání.

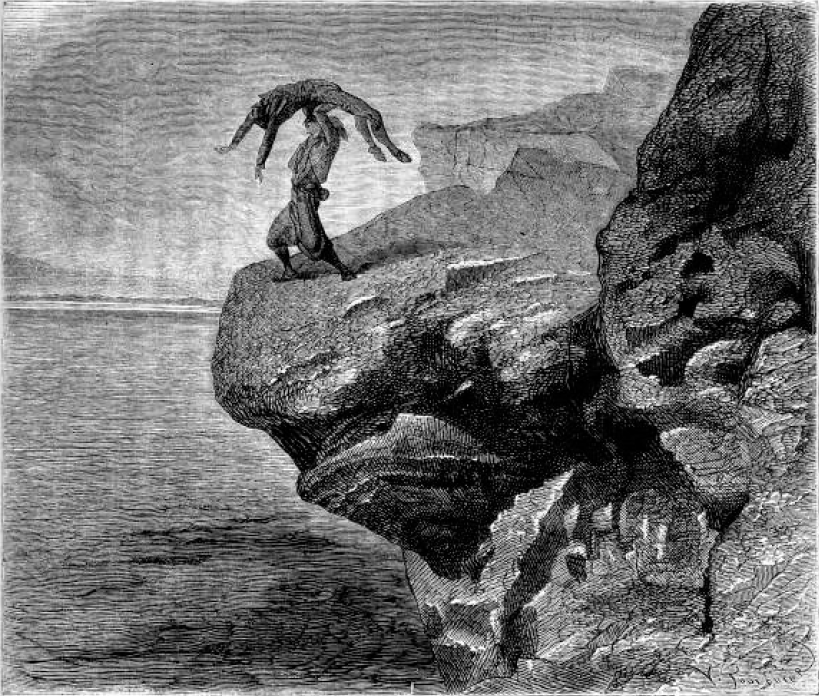
Ilustrace Jeana-Valentina Foulquiera

Hrabě je však Karvalem nakonec zajat a hrozí mu smrt pod gilotinou. Kernan nenáviděného Karvala pod záminkou udání pobytu Marie vyláká mimo město a tam jej odsoudí k smrti a zabije jej. Hrabě je před popravou zachráněn díky thermidorskému převratu, kdy jej z popravčí káry osvobodí rozzuřený dav, který již odmítá snášet hrůzovládu jakobínské vlády Maximiliena Robespierra. Všem se šťastně podaří uprchnout do Anglie, kde dojde ke svatbě rytíře de Trégolan a Marie de Chanteleine, kteří se do sebe zamilovali. Po několika letech se všichni vrátí do Francie do Chanteleine.

## Česká vydání
- Hrabě de Chanteleine, Návrat, Brno 2015, přeložil Ladislav Mach. Svazek je doplněn Vernovým esejem Edgar Poe a jeho dílo (Edgard Poe et ses œuvres).
- Hrabě de Chanteleine, Josef Vybíral, Žalkovice 2015, přeložil Pavel Kaas, a znovu 2024.